# 聖オルバン

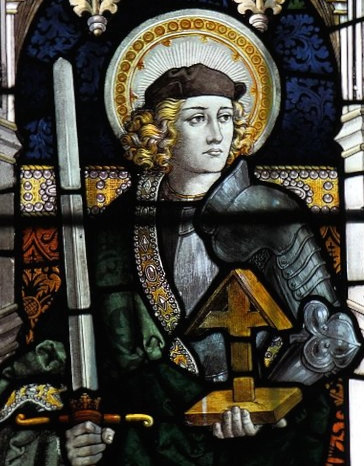
聖オルバン（ヨークシャーの教会で）

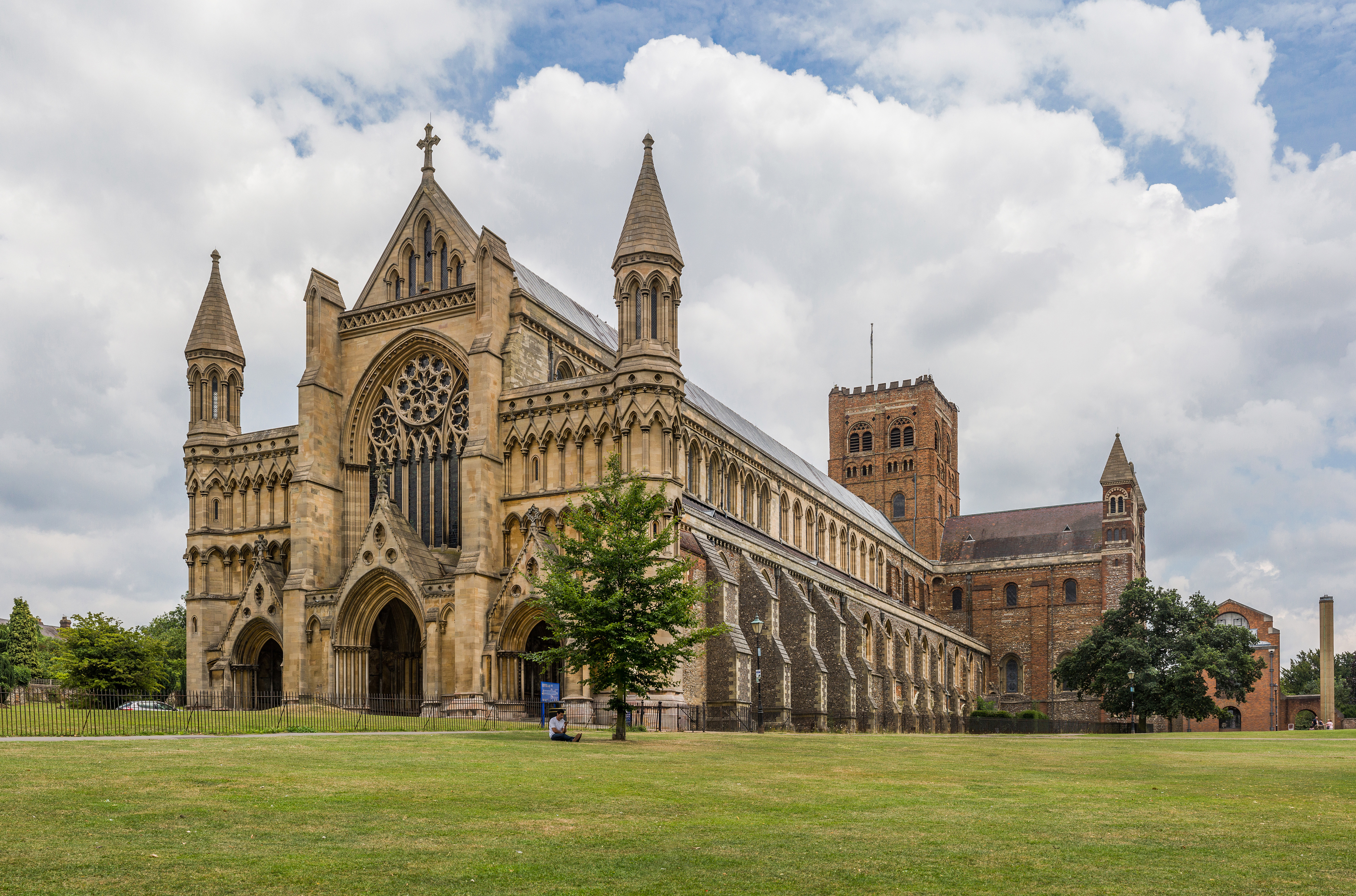
聖オルバン大聖堂（ハートフォードシャーのセント・オールバンズ）

聖オルバン（英語: Saint Alban＝セント・オールバン、ラテン語: Albanus）は、イギリスで初めてキリスト教殉教者として記録され、そのためイギリスの守護聖人として崇敬されている。仲間の聖人ジュリアスと聖アーロン（Julius and Aaron）とともに、彼はローマ帝国時代のブリテンで早い時期に記録された3人の殉教者のうちのひとりである。
オルバンは自分の神父と衣服を交換して彼を救ったという逸話が伝わっていて（神父の名前は伝わっていなかったが、後にアンフィバルスAmphibalusとされた）、3世紀か4世紀の間にヴェルラミウム（現在のハートフォードシャー南部のセント・オールバンズ）で斬首されたと考えられており、彼の信仰は古代から同地で祝われてきた。
セント・オールバンズには、聖オルバンが殉教した場所に壮麗な聖オルバン大聖堂が建てられている。日本にも、日本聖公会聖アンデレ教会に隣接する英語集会は聖オルバン教会という名称である。

## 参照項目
- 殉教